# Vereïa
Vereïa (en russe : Верея́) est une ville de l'oblast de Moscou, en Russie, dans le raïon de Naro-Fominsk. Sa population s'élevait à 5 297 habitants en 2014.

## Géographie
Vereïa est arrosée par la rivière Protva, un affluent de l'Oka, dans le bassin de la Volga. Elle et se trouve à 113 km au sud-ouest de Moscou.

## Histoire
La première mention de Vereïa se trouve dans une chronique de 1371. Aux XIVe et XVe siècles, c'était le centre de la principauté de Vereïa. La construction de la cathédrale de la Nativité, dans le kremlin local, a été ordonnée par Vladimir de Staritsa pour commémorer la conquête de Kazan en 1552. Elle a été en grande partie reconstruite au début du XVIIIe siècle et un élégant clocher néoclassique a été rajouté en 1802. La plus ancienne église paroissiale remonte à 1667-1779.
Pendant la Seconde Guerre mondiale, alors que les troupes allemandes progressaient en direction de Moscou, fut aménagée près de Vereïa la ligne de défense de Mojaïvsk entre juillet et octobre 1941. Le 18 octobre 1941, le 20e corps de la 4e armée du groupe d'armées Centre entra dans la ville. Le 19 janvier 1942, au cours de l'opération Rjev-Viazemsk, les troupes soviétiques de la 222e division d'infanterie de la 33e armée du front de l'Ouest libérèrent la ville.

## Population
Recensements (*) ou estimations de la population
| 1897* | 1926* | 1939* | 1959* | 1970* | 1979* |
| ----- | ----- | ----- | ----- | ----- | ----- |
| 3 707 | 3 384 | 4 900 | 6 413 | 6 197 | 6 015 |

| 1989* | 2002* | 2010* | 2012  | 2013  | 2014  |
| ----- | ----- | ----- | ----- | ----- | ----- |
| 5 606 | 4 957 | 5 368 | 5 342 | 5 315 | 5 297 |